# 玉霞街道
玉霞街道是中华人民共和国湖南省常德市鼎城区下辖的一个街道办事处。

## 行政区划
玉霞街道下辖以下村级行政区划单位：
临江社区、鼎城社区、渡口社区、常沅社区、桥头社区、迎宾社区、善卷社区、永安社区和玉霞社区。